# Jean Bornard
Jean Bornard est un syndicaliste français né le 4 juin 1928 à Bellegarde-sur-Valserine et mort le 29 août 1996 à Presles.
Il est secrétaire général (1970-1981), puis président de la Confédération française des travailleurs chrétiens (1981-1990).

## Biographie
Jean Louis Bornard naît le 4 juin 1928 à Bellegarde-sur-Valserine, dans l'Ain. Fils d'un huissier et d'une ouvrière, il obtient une licence en droit (temps durant lequel il milite à la Jeunesse étudiante chrétienne,), passe en Angleterre et en Espagne puis devient, au début des années 1950, mineur de fond aux Houillères de la Loire à Firminy.
Il adhère en 1952 à la Confédération française des travailleurs chrétiens (CFTC). L'un des animateurs de la Grève des mineurs français de 1963, vice-président du conseil d'administration des Charbonnages de France, il devient secrétaire général adjoint (1964), puis en titre (1970) de la centrale. Il en est élu président en 1981 — fonction qu'il quitte en 1990 pour accéder à l'honorariat.
Brièvement président de l'Agence nationale pour l'emploi (ANPE) en 1991, il vice-préside jusqu'en 1994 le Conseil économique et social.

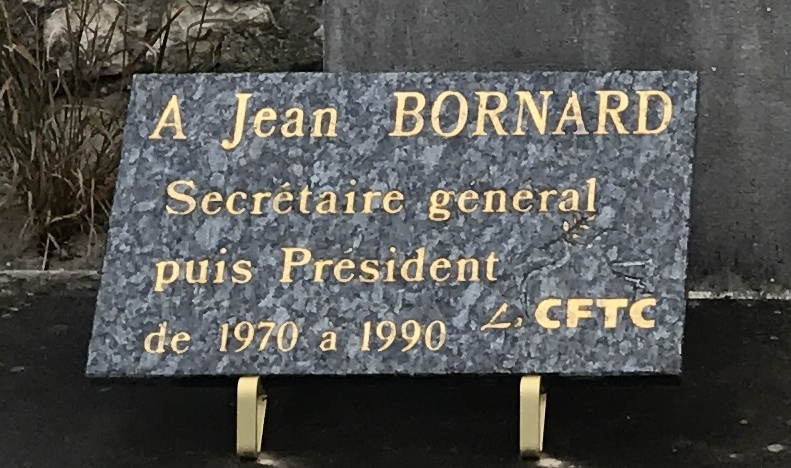
Plaque à Jean Bornard sur la tombe de la famille Bornard à Lancrans.

Il meurt le 29 août 1996 à Presles, dans le Val-d'Oise, à soixante-huit ans, « des suites d'une longue maladie ».

## Œuvres
- De la CISC à la CMT : 75 ans de syndicalisme international, Paris, Bureau d'études de la CFTC, coll. « Arguments », 1995, XLII + 88 (SUDOC 081078234)